# Жебри (Ломжинський повіт)
Жебри (пол. Żebry) — село в Польщі, у гміні Снядово Ломжинського повіту Підляського воєводства.
Населення — 119 осіб (2011).
У 1975-1998 роках село належало до Ломжинського воєводства.

## Демографія
Демографічна структура станом на 31 березня 2011 року:
|          | Загалом | Допрацездатний вік | Працездатний вік | Постпрацездатний вік |
| -------- | ------- | ------------------ | ---------------- | -------------------- |
| Чоловіки | 58      | 13                 | 37               | 8                    |
| Жінки    | 61      | 11                 | 30               | 20                   |
| Разом    | 119     | 24                 | 67               | 28                   |